# UCI World Tour féminin
Cet article concerne la compétition féminine. Pour la compétition masculine, voir UCI World Tour.
L'UCI World Tour féminin (UCI Women's WorldTour en anglais) est une série de courses de cyclisme sur route, géré par l'Union cycliste internationale (UCI). Il remplace la Coupe du monde de cyclisme sur route féminine, qui était organisée de 1998 à 2015.
Les formations invitées à cette série de courses sont les 20 meilleures équipes féminines. En outre, l'organisateur de chaque épreuve a la possibilité d'augmenter le nombre de participants avec des invitations. Le but de la série de courses est une plus grande professionnalisation du cyclisme féminin, sous le même modèle que son homologue masculin. Les épreuves World Tour attribuent une partie importante des points au classement mondial UCI féminin, calculé chaque saison pour classer l'ensemble des coureuses.

## Histoire

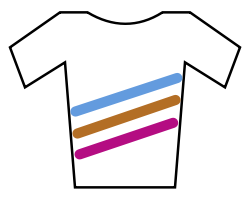

Afin de développer la couverture du cyclisme féminin, l'UCI tient un sommet en décembre 2014 avec le groupe de travail du cyclisme féminin (UCI Women's Teams Working Group) et les équipes féminines UCI. La compétition précédente, la Coupe du monde féminine, était limitée à dix courses d'un jour, alors que le World Tour féminin va permettre une augmentation par trois du nombre total de jours de course,.
Un classement par équipe unique est calculé pour 2016, mais il sera divisé sur deux niveaux à partir de 2017. La première division sera composée de 10 équipes qui, comme leurs homologues masculins, doivent obligatoirement participer à tous les événements World Tour. Le deuxième niveau est similaire aux équipes continentales professionnelles chez les hommes, les équipes peuvent bénéficier d'invitations pour compléter la liste de départ. Pour la première année, la sélection des équipes est basée sur le classement par équipes UCI, mais la proposition n'exclut pas la recherche d'autres critères pour les années suivantes.
Une exigence de la série est que toutes les manches doivent être diffusées à la télévision en direct ou en streaming, les organisateurs de course s'engageant également à créer des pages sur les différents médias (twitter/facebook) pour chaque événement en anglais et/ou français,.
Pour les courses d'un jour, les équipes doivent être composées de quatre à six coureuses et pour les courses par étapes de cinq à huit coureuses. Les primes minimums sont fixées à 5 130 € pour les courses d'un jour ou les contre-la-montre et 2 565 € par jour pour une course par étapes.
Contrairement à la Coupe du monde qui n'incluait que des courses sur une journée, le World Tour féminin comprend également des courses par étapes, augmentant le nombre total de jours de course entre 30 et 35. Les organisateurs peuvent également augmenter la distance maximale qui passe de 130 km à 140 km pour une course d'un jour et la distance moyenne des étapes de course par étapes qui passe de 100 à 120 km. Ils sont également autorisés à demander une dispense spéciale pour avoir de plus longues étapes.
Les distances maximales sont rallongées à partir de l'édition 2017.
Pour toutes les courses du World Tour féminin, qu'il s'agisse de courses d'un jour ou de courses par étapes, l'UCI attribue le même nombre de points au classement mondial et au classement World Tour. Le vainqueur de chaque course reçoit 400 points, quelle que soit la durée ou le prestige de la course. Cela contraste avec le World Tour masculin, où une victoire sur le Tour de France vaut plus de quatre fois plus de points au classement mondial qu'un succès sur des courses d'un jour comme le Circuit Het Nieuwsblad. Le nombre de points attribués pour les courses du World Tour est le double de celui de la catégorie en dessous, l'UCI ProSeries, où le vainqueur reçoit 200 points. En 2025, le classement World Tour disparait et seul le classement mondial est calculé.
À partir de 2026, les courses sont pondérées différemment, la répartition des points suivant celle des courses correspondantes du World Tour masculin. Le plus grand nombre de points est alors attribué à la victoire du Tour de France Femmes, les courses restantes étant classées en quatre niveaux supplémentaires.

## Courses
Ce tableau liste les 27 courses organisés avec le label UCI World Tour, dans l'ordre chronologique.
| Course                                   | Pays                | Période                     |
| ---------------------------------------- | ------------------- | --------------------------- |
| Tour Down Under                          | Australie           | 2023-                       |
| Cadel Evans Great Ocean Road Race        | Australie           | 2020, 2023-                 |
| Tour des Émirats arabes unis             | Émirats arabes unis | 2023-                       |
| Circuit Het Nieuwsblad                   | Belgique            | 2023-                       |
| Strade Bianche                           | Italie              | 2016-                       |
| Trofeo Alfredo Binda-Comune di Cittiglio | Italie              | 2016-2019, 2021-            |
| Milan-San Remo Donne                     | Italie              | 2025-                       |
| Classic Bruges-La Panne                  | Belgique            | 2018-                       |
| Gand-Wevelgem                            | Belgique            | 2016-                       |
| Tour des Flandres                        | Belgique            | 2016-                       |
| Paris-Roubaix                            | France              | 2021-                       |
| Amstel Gold Race                         | Pays-Bas            | 2017-2019, 2021-            |
| Flèche wallonne                          | Belgique            | 2016-                       |
| Liège-Bastogne-Liège                     | Belgique            | 2017-                       |
| La Vuelta Femenina                       | Espagne             | 2016-                       |
| Tour du Pays basque                      | Espagne             | 2022-                       |
| Tour de Burgos                           | Espagne             | 2021-                       |
| The Women's Tour                         | Grande-Bretagne     | 2016-2019, 2021-2022, 2024- |
| Tour de Suisse                           | Suisse              | 2023-                       |
| Copenhagen Sprint                        | Danemark            | 2025-                       |
| Tour d'Italie                            | Italie              | 2016-2020, 2022-            |
| Tour de France Femmes                    | France              | 2022-                       |
| Tour de Romandie                         | Suisse              | 2022-                       |
| Classic Lorient Agglomération            | France              | 2016-                       |
| Holland Ladies Tour                      | Pays-Bas            | 2017-2019, 2021-            |
| Tour de l'île de Chongming               | Chine               | 2016-2019, 2023-            |
| Tour du Guangxi                          | Chine               | 2018-2019, 2023-            |

- Anciennes courses

| Course                                                   | Pays            | Période              | Motif                                        |
| -------------------------------------------------------- | --------------- | -------------------- | -------------------------------------------- |
| Philadelphia Cycling Classic                             | États-Unis      | 2016                 | Annulée pour raisons financières             |
| Tour de Californie                                       | États-Unis      | 2016-2019            |                                              |
| La course by Le Tour de France                           | France          | 2016-2021            | Remplacée par le Tour de France Femmes       |
| Tour de Norvège féminin                                  | Norvège         | 2017-2021            | Remplacée par le Tour de Scandinavie féminin |
| Contre-la-montre par équipes du Tour de Norvège          | Norvège         | 2018                 |                                              |
| Iurreta-Emakumeen Bira                                   | Espagne         | 2018-2019            |                                              |
| Classique de Saint-Sébastien                             | Espagne         | 2021                 | Remplacée par le Tour du Pays basque féminin |
| Contre-la-montre par équipes de l'Open de Suède Vårgårda | Suède           | 2016-2019, 2022      | Annulée pour raisons financières             |
| Course en ligne de l'Open de Suède Vårgårda              | Suède           | 2016-2019, 2022      | Annulée pour raisons financières             |
| Tour de Drenthe                                          | Pays-Bas        | 2016-2019, 2021-2024 |                                              |
| RideLondon-Classique                                     | Grande-Bretagne | 2016-2019, 2022-2024 |                                              |
| Tour de Scandinavie                                      | Norvège         | 2022-2023            |                                              |

## Palmarès
Outre le classement mondial calculé sur 52 semaines glissantes tout au long de l'année civile, il existait un classement annuel distinct pour les courses du WorldTour de 2016 à 2024, qui, contrairement au classement mondial, était remis à zéro au début de chaque saison. Le système de points était identique à celui du classement mondial. Le leader du classement général portait un maillot rose, le meilleur jeune un maillot bleu clair. Au début de la saison 2025, le classement et le maillot de leader sont supprimés par l'UCI. 

### Classement individuel
| Année | Vainqueur            | Deuxième             | Troisième            |
| 2016  | Megan Guarnier       | Leah Kirchmann       | Elizabeth Armitstead |
| 2017  | Anna van der Breggen | Annemiek van Vleuten | Katarzyna Niewiadoma |
| 2018  | Annemiek van Vleuten | Marianne Vos         | Anna van der Breggen |
| 2019  | Marianne Vos         | Annemiek van Vleuten | Lorena Wiebes        |
| 2020  | Lizzie Deignan       | Elisa Longo Borghini | Lisa Brennauer       |
| 2021  | Annemiek van Vleuten | Demi Vollering       | Elisa Longo Borghini |
| 2022  | Annemiek van Vleuten | Elisa Longo Borghini | Demi Vollering       |
| 2023  | Demi Vollering       | Annemiek van Vleuten | Lotte Kopecky        |
| 2024  | Lotte Kopecky        | Demi Vollering       | Elisa Longo Borghini |

### Classement des jeunes
| Année | Vainqueur             | Deuxième           | Troisième          |
| 2016  | Katarzyna Niewiadoma  | Floortje Mackaij   | Sheyla Gutiérrez   |
| 2017  | Cecilie Uttrup Ludwig | Alice Barnes       | Amalie Dideriksen  |
| 2018  | Sofia Bertizzolo      | Liane Lippert      | Jeanne Korevaar    |
| 2019  | Lorena Wiebes         | Marta Cavalli      | Sofia Bertizzolo   |
| 2020  | Liane Lippert         | Mikayla Harvey     | Lorena Wiebes      |
| 2021  | Niamh Fisher-Black    | Évita Muzic        | Maria Novolodskaya |
| 2022  | Shirin van Anrooij    | Niamh Fisher-Black | Pfeiffer Georgi    |
| 2023  | Shirin van Anrooij    | Gaia Realini       | Maike van der Duin |
| 2024  | Shirin van Anrooij    | Puck Pieterse      | Neve Bradbury      |

### Classement par équipes
| Année | Vainqueur       | Deuxième           | Troisième          |
| 2016  | Boels Dolmans   | Wiggle High5       | Rabo Liv Women     |
| 2017  | Boels Dolmans   | Sunweb             | Wiggle High5       |
| 2018  | Boels Dolmans   | Mitchelton-Scott   | Sunweb             |
| 2019  | Boels Dolmans   | Sunweb             | Trek-Segafredo     |
| 2020  | Trek-Segafredo  | Boels Dolmans      | Sunweb             |
| 2021  | SD Worx         | Trek-Segafredo     | Movistar           |
| 2022  | SD Worx         | Trek-Segafredo     | DSM                |
| 2023  | SD Worx         | Canyon-Sram Racing | Trek-Segafredo     |
| 2024  | SD Worx-Protime | Lidl-Trek          | Canyon-Sram Racing |

## Statistiques
Au 13/07/2025

### Victoires d'épreuves par nationalité de la coureuse cycliste
| #  | Pays             | Nbr. de Vict. | Vainqueures d'épreuves (2016-2025) |
| -- | ---------------- | ------------- | --- |
| 1  | Pays-Bas         | 100           | Van Vleuten (20), Vollering (18), Van der Breggen (17), Wiebes (14), Vos (10), Blaak (6), Wild (4), Bredewold (3), Pieters (2), Adegeest (1), Kool (1), Pieterse (1), Reijnhout (1), Van Anrooij (1), Van Dijk (1) |
| 2  | Italie           | 24            | Longo Borghini (11), Balsamo (6), Bastianelli (4), Cavalli (2), Consonni (1) |
| 3  | Belgique         | 18            | Kopecky (12), D'Hoore (5), Claes (1) |
| 4  | Royaume-Uni      | 11            | Deignan (10), Georgi (1) |
| 5  | Australie        | 9             | Brown (3), Hosking (3), Gigante (1), Spratt (1) |
| 6  | États-Unis       | 8             | Rivera (4), Guarnier (3), Hall (1) |
| 6  | Pologne          | 8             | Niewiadoma (5), Bujak (1), Lach (1), Pikulik (1) |
| 8  | Suisse           | 5             | Reusser (4), Rüegg (1) |
| 9  | Allemagne        | 4             | Brennauer (2), Becker (1), Lippert (1) |
| 10 | France           | 3             | Cordon-Ragot (1), Ferrand-Prévot (1), Labous (1) |
| 11 | Danemark         | 2             | Dideriksen (1), Ludwig (1) |
| 11 | Espagne          | 2             | Alonso (1), García (1) |
| 11 | Finlande         | 2             | Lepistö (2) |
| 14 | Afrique du Sud   | 1             | Moolman (1) |
| 14 | Canada           | 1             | Jackson (1) |
| 14 | Cuba             | 1             | Sierra (1) |
| 14 | Luxembourg       | 1             | Majerus (1) |
| 14 | Maurice          | 1             | Le Court (1) |
| 14 | Nouvelle-Zélande | 1             | Wollaston (1) |
| 14 | Suède            | 1             | Fahlin (1) |